# جان لاندري
جان لاندري (بالفرنسية: Octave Landry)‏ هو طبيب أعصاب وطبيب فرنسي، ولد في 10 أكتوبر 1826 في ليموج في فرنسا، وتوفي في 1 نوفمبر 1865 في أوتوي في فرنسا بسبب كوليرا.